# منجوق تپه گرگین
منجوق تپه گرگین مربوط به هزاره دوم قبل از میلاد است و در شهرستان بیجار، روستای گرگین واقع شده و این اثر در تاریخ ۱۸ مهر ۱۳۵۶ با شمارهٔ ثبت ۱۴۶۱ به‌عنوان یکی از آثار ملی ایران به ثبت رسیده است.